# Ballesteros de Calatrava
Pour les articles homonymes, voir Calatrava.
Ballesteros de Calatrava est une commune d'Espagne de la province de Ciudad Real dans la communauté autonome de Castille-La Manche.
Elle a une superficie de 57,83 km2 et compte une population de 510 habitants (INE 2008 ) avec une densité de 8,82 habitants/km2.

## Histoire
Les fouilles permettent de faire remonter l'origine de l'installation humaine à l'âge de bronze. De nombreuses pièces de monnaie de l'époque romaine ont été retrouvées. 

## Administration
| Période                                  | Période | Identité | Étiquette | Qualité |
| ---------------------------------------- | ------- | -------- | --------- | ------- |
|                                          |         |          |           |         |
| Les données manquantes sont à compléter. |         |          |           |         |